# Sachar Theres
Sachar Theres (* 8. März 1974 in Leimen) ist ein ehemaliger deutscher Fußballspieler.

## Karriere
Sachar Theres begann mit dem Fußballspielen in der Jugendabteilung des FC Badenia St.Ilgen und wechselte später in die Jugendabteilung des SV Sandhausen.
In der Saison 1992/93 schaffte Theres den Sprung in den Kader der ersten Mannschaft. Im Sommer 1993 gewann er mit Sandhausen die deutsche Amateurmeisterschaft durch einen 2:0-Sieg gegen Werder Bremen. Im Jahre 1995 wechselte er zum damaligen Zweitligisten 1. FC Saarbrücken. Dort feierte er gegen Fortuna Düsseldorf sein Zweitligadebüt. Insgesamt kam er in dieser Saison auf fünf Zweitligaeinsätze.
Nach den Stationen FC 08 Homburg, Wacker Burghausen und dem VfR Aalen wechselte Theres im Jahre 2003 zur TSG 1899 Hoffenheim. Unter Trainer Hansi Flick gelang im gleichen Jahr ein spektakulärer 3:2-Sieg im Viertelfinale des DFB-Pokals gegen den hochfavorisierten Bundesligisten Bayer 04 Leverkusen. Im darauffolgenden Jahr spielte er für den SV Darmstadt 98 unter Trainer Bruno Labbadia. Nach der Station FC-Astoria Walldorf beendete Theres im Jahre 2009 seine Karriere. Insgesamt kam Theres auf fünf Einsätze in der 2. Bundesliga, sieben Einsätze im DFB-Pokal, über 300 Einsätze in der Regionalliga und 48 Einsätze in der Oberliga.
In der Folge war er noch im Amateurbereich beim SV 1927 Rohrbach, seinem Heimatverein FC Badenia St. Ilgen sowie dem 1. FC Mühlhausen aktiv.

## Sportliche Erfolge
- Deutsche Fußball-Amateurmeisterschaft 1993 (mit dem SV Sandhausen)
- Badischer Pokalsieger 2003/04 (mit der TSG 1899 Hoffenheim)
- Württembergischer Pokalsieger 2000/01 (mit dem VfR Aalen)
- Württembergischer Pokalsieger 2001/02 (mit dem VfR Aalen)
- Hessischer Pokalsieger 2005/06 (mit dem SV Darmstadt 98)